# Życie nie jest łatwe

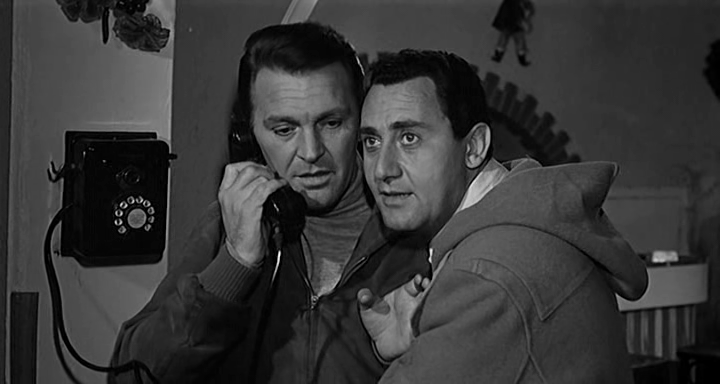
Franco Fabrizi i Alberto Sordi w scenie
z filmu

Życie nie jest łatwe (wł. Una vita difficile) – włoski czarno-biały film komediowy z 1961 roku w reżyserii Dino Risiego. Jeden z klasycznych przykładów gatunku zwanego commedia all’italiana.
Film opowiada historię przepełnionego ideami, bezkompromisowego włoskiego dziennikarza, który walczy z nieuczciwością i hipokryzją społeczeństwa. Zdarzenia z życia dziennikarza są wplecione w historię Włoch w końcu II wojny światowej i okresie powojennym, ukazując koniec faszyzmu oraz koniec monarchii (Królestwa Włoch) i ustanowienie republiki (Republiki Włoskiej).
Zdjęcia kręcono w Rzymie, Viareggio (Toskania) i Lenno (Lombardia).

## Fabuła
Koniec 1944 roku, niemiecka okupacja Włoch po ich przejściu do obozu aliantów. Niemieccy żołnierze wykonują nocny nalot na włoską tajną drukarnię. Z drukarni ucieka Silvio, rzymski dziennikarz-partyzant. Dociera w okolice Lago di Como w północnych Włoszech, gdzie w wiosce ma otrzymać schronienie. Tam wpada w łapy Niemca, który zamierza go od razu rozstrzelać. W ostatniej chwili życie ratuje mu Elena – piękna córka właścicielki domu, w którym został złapany – zabijając Niemca uderzeniem ciężkiego żelazka. Następnie daje mu schronienie w młynie, gdzie ukrywa się trzy miesiące, w czasie których rozkwita ich romans. Znudzony bezczynnością Silvio, bez pożegnania przyłącza się nocą do wykonującego po sąsiedzku akcję zbrojną oddziału partyzanckiego.
Amerykanie wkraczają do Rzymu i Silvio już oficjalnie kontynuuje pracę dziennikarską w lewicowej gazecie „Il lavoratore”. Po ponad roku służbowo powraca w okolice Lago di Como i telefonuje do Eleny, by spotkać się. Nie dawał jej znaku życia i Elena właśnie zamierza wyjść za mąż, jednak od razu porzuca narzeczonego, mogąc wyjechać z wioski razem z Silviem do Rzymu.
W 1946 roku we Włoszech jest przeprowadzane referendum dotyczące ustroju kraju, a w jego wyniku powstaje Republika Włoska. Tymczasem Silvio i Elena klepią biedę. On zarabia w gazecie grosze i nie mają nawet na jedzenie. Silvio publikuje artykuł o dziesiątkach milionów lirów wywożonych z Włoch za granicę, w związku z czym miliarder proponuje Silviemu wysoką korzyść majątkową za niepublikowanie jego nazwiska. Silvio nie daje się kupić. Doprowadza do publikacji, za którą z kolei miliarderzy doprowadzają do jego skazania na karę 11 miesięcy pozbawienia wolności w zawieszeniu. W 1948 roku Silvio i Elena biorą cywilny ślub, a tymczasem przez kraj przetacza się rewolucyjna fala mająca związek z Palmiro Togliattim. Silvio opuszcza Elenę, by wziąć udział w rebelii, za co zostaje skazany na karę 15 miesięcy pozbawienia wolności i odwieszenie poprzedniej kary. Ciężarna Elena wraca do rodzinnej wsi, gdzie jej ciąża wywołuje poruszenie. Odbywający w więzieniu karę Silvio staje na czele więziennego buntu, a w tym czasie Elena rodzi syna.
Jest 1953 rok, umiera Stalin. Silvio studiuje, jednak nie udaje mu się zdać egzaminów na uczelni. Ucieka do poznanego w więzieniu właściciela nocnego lokalu, gdzie odnajduje go Elena. Po kłótni rozstają się.
Silvio bezskutecznie próbuje wydać swoją jedyną powieść. Odsyłany, zdesperowany trafia na plan zdjęciowy w Cinecittà, próbując sprzedać swój tekst na adaptację filmową. Jedzie do nadmorskiego kurortu Viareggio, gdzie mieszka jego żona z synem. Okazuje się, że Elena układa sobie życie z innym mężczyzną. Pijany Silvio w nocnym lokalu wywołuje kolejną awanturę.
Mija pewien czas. Odbywa się pogrzeb matki Eleny w jej rodzinnej wsi. Niespodziewanie na uroczystości zjawia się elegancki Silvio, przyjeżdżając ogromnym i drogim amerykańskim samochodem. Okazuje się, że został sekretarzem wpływowego prezesa. Elena ponownie ulega jego urokowi i powraca do niego. Na przyjęciu w domu prezesa pryncypał poniża Silvia, oblewając go przy gościach i Elenie wodą z syfonu. W odwecie Silvio wrzuca go do przydomowego basenu, po czym opuszcza razem z Eleną przyjęcie.

## Obsada
- Alberto Sordi – Silvio Magnozzi
- Lea Massari – Elena Pavinato
- Franco Fabrizi – Franco Simonini, dziennikarz i przyjaciel Silvia
- Lina Volonghi – Amalia Pavinato, matka Eleny
- Daniele Vargas –  markiz Capperoni
- Claudio Gora – Bracci
- Antonio Centa –  Carlo